# SN 1997ac
SN 1997ac – supernowa typu Ia odkryta 10 lutego 1997 roku w galaktyce A082405+0411. Jej maksymalna jasność wynosiła 21,38m.